# Социологија града
Социологија града или урбана социологија је посебна социолошка дисциплина која се бави проучавањем друштвеног живота и људске интеракције у градским подручјима. Она проучава структуре, процесе, промене и проблеме у граду, те на тај начин доприноси планирању и креирању урбане политике. Другим речима, то је социолошко изучавање градова и њихових улога у развоју друштва. Као и друге социолошке дисциплине, социологија града користи методе као што су посматрање, разговор, статистичка анализа и друго, како би изучавала веома различите теме, укључујући миграције и демографске трендове, економију, сиромаштво, расно-етничке односе итд.
Филозофски основи данашње урбане социологије потичу из дела чувених социолога као што су Карл Маркс, Макс Вебер, Емил Диркем, Фердинанд Тенис и Георг Зимел. Они су изучавали економске, друштвене и културне аспекте све израженијег процеса урбанизације и његов утицај на формирање класа, осећање друштвеног отуђења и развој односно губљење како заједничког тако и личног идентитета у градовима.
Почетком двадесетог века, ова учења су анализирана и проширена захваљујући групи социолога и истраживача са Универзитета у Чикагу. Рад и учења Роберта Парка, Луиса Вирта и Ернеста Бургеса, лоцирани у центру Чикага, касније ће бити познати као Чикашка школа. Чикашка школа је била од великог утицаја на формирање социологије града као засебне дисциплине. Многи њихови налази су данас прерађени или одбачени, али трајни допринос Чикашке школе ни данас није потиснут.

## Успон и развој социологије града
Урбана социологија се истакла захваљујући социолозима са универзитета у Чикагу од 1915. до 1940. године. Чикашка школа је комбиновала социологију и антропологију заједно са етнограграфским истраживањима не би ли разумела однос појединаца унутар урбаног друштвеног система. За разлику од претходних социолошких дисциплина, чланови Чикашке школе инсистирали су на међуљудским интеракцијама на много нижем нивоу, не би ли дошли до субјективнијег опажања међуљудских односа под разноликим структурним, културним и друштвеним условима. Теорија симболичке интеракције у великој мери обележила је ране ступњеве урбане социологије. Симболичка интеракција потиче од радова раних микросоциолога Џорџа Мида и Макса Вебера и изучава како појединци тумаче симболе у свакодневним интеракцијама. Пошто су рани урбани социолози посматрали град као 'суперорганизам', концепт социолошке интеракције помагао је да се схвати како мале индивидуалне заједнице доприносе целокупном функционисању градова.
У почетку, Чикашка школа тражила је одговор само на једно питање: „Како је убрзана урбанизација током индуструјске револуције довела до увећања савремених друштвених проблема?”. Социолози су узели Чикаго као савршен пример за истраживање, узимајући у обзир његову огромну експанзију, од градића од 10,000 људи 1860. године до метрополе од преко 2 милиона људи за само пола века. Заједно са експанзијом дошли су и разни савремени друштвени проблеми, од повећаног броја бескућника до малих плата и тешких услова за рад за бројне европске имигранте тога времена. Такође град се није проширио на начин на који је било очекивано. Уместо да се прошире ивице града, сама структура града се променила, формирајући више прстенова односно сектора. Центар су окупирале модерне пословне зоне које су биле окружене запуштеним сиромашним насељима и предграђима у којима је живела радничка класа. Урбани социолози указали су да је ово формирање различитих региона у градовима учврстио поделу на класе, још јасније раздвајајући исте.
Како је почетком двадесетог века била висока концентрација имигрантских породица прве генерације у Чикагу, многе истакнуте ране студије урбане социологије бавиле су се управо њима. Оне су изучавале пренос друштвених улога и културних норми из имигрантских култура у нову околину. Развој многобројних друштвених организација и њихова важност за формирање друштвених веза такође су често били теме истраживања. Услед међурасних сукоба и експанзије која је пореметила друштвену активност појединца у овом периоду, приметни су били друштвена дезорганизација и одсуство формирања локалних веза у локалним политичким зборовима.
Успон социологије града подударао се са развојем статистичког закључивања у бихевиоралним наукама што је умногоме помогло да урбана социологија постане прихваћена у образовним установама као и у осталим друштвеним наукама које су цветале у то време. Микросоциолошка предавања на универзитету у Чикагу била су међу првим и најистакнутијим предавањима о урбаној социологији у Америци.

## Критика
Многе теорије урбане социологије биле су критиковане. Критике су највише биле усмерене према етноцентричним приступима које су заступали најранији урбани социолози који су поставили темељ за урбана истраживања кроз цео двадесети век. Рани теоретичари који су сматрали да град представља један 'суперорганизам' оптуживани су да су често указивали да је сама урбана средине пре него њени становници одговорна за проширења и облик града. Слично, спор развој урбаних истраживања одражавао је неуспех локалних власти да олакшају и прилагоде индустријализацију локалном становништву, због чега су често били на мети критика.
Неки данашњи теоретичари такође су критиковали очигледну кратковидост коју су урбани социолози показали по питању значаја културе за град. Вилијем Вилсон критиковао је теорију развијену половином двадесетог века да се превише ослањала на структуролошку улогу институција, не обраћајући довољно пажњу на утицај културе. Он је тврдио да је управо одсуство тог културног аспекта то што чини теорију непотпуном.